# ブックランドあきば
株式会社ブックランドあきばは、岡山県岡山市に本社を置く書店で、無店舗による定期購読雑誌の宅配事業を行っている。2019年7月まで、岡山市および倉敷市において郊外型書店「ブックランドあきば」を経営していた。

## 概要
1978年、個人経営の書店「秋庭栄文堂」として創業した。1983年、「ブックランドあきば」の商号で岡山市西市に岡山県内初となる郊外型書店を開業したのをきっかけに、昭和末期から平成初期にかけて岡山市および倉敷市に大型書店を次々に開店した。書籍販売に加え、関連会社「CDランドあきば」を設立して音楽CD販売を手がけた。
各店舗の敷地には、支柱上に単発小型軽飛行機のセスナ・エアクラフト・カンパニー製セスナ152およびセスナ172、富士重工業製FA-200（エアロスバル）の実機体をそれぞれ設置して看板としていたが、台風などで想定外の事故が発生する可能性があるとして2004年に機体を撤去。以降はシンボルマークの図柄として残った。
2008年には西大寺店を閉店する一方、翌2009年にかけて、深夜まで文具を購入できる「文具館」や座って読める専門書コーナーなどを設けた高島店の開店や、倉敷羽島店の「文具館」併設リニューアルなどに取り組んだ。特に高島店では、地元岡山出身の漫画家を中心とした漫画単行本のピックアップに力を入れ、作家や出版社には知られる存在だった。また、全国の美容室や喫茶店、自動車販売店、病院などを主な対象に、定期購読雑誌をまとめて送料無料で配達する「雑誌の宅くん（ざっしのたっくん）」事業を2016年に開始した。
しかし2015年以降、店舗の閉鎖が相次いだ。2019年5月31日には高島店・文具館を閉店。最後の大高店も同年7月21日に閉店し、「雑誌の宅くん」事業を残して実店舗での書店事業から撤退した。

## 沿革[4]
- 1978年（昭和53年）5月 - 秋庭栄文堂として個人創業。
- 1980年（昭和55年）5月 - 有限会社秋庭栄文堂と法人化。
- 1983年（昭和58年）12月 - ブックランドあきばの商号で西市店を開店（岡山県内初の郊外型書店）。
- 1985年（昭和60年）4月 - 当時岡山県内最大級といわれた西大寺店を開店。
- 1988年（昭和63年）- 大高店を開店。
- 1991年（平成3年）- 株式会社ブックランドあきばに社名変更。
- 1991年（平成3年）- 天城店を開店。
- 1993年（平成5年）10月 - 関連会社として「CDランドあきば」を設立。各店にCDコーナー併設。
- 1994年（平成6年）- 浦安店を開店。
- 1997年（平成9年）- 羽島店を開店。
- 2006年（平成18年）- 天城店を閉店。
- 2008年（平成20年）7月 - 西大寺店を閉店。
- 2008年（平成20年）8月 - 高島店・文具館を開店[5]。
- 2009年（平成21年）3月 - 羽島店をリニューアル（文具館を併設）[6]。
- 2015年（平成27年）2月28日 - 浦安店を閉店。
- 2016年（平成28年） - 「雑誌の宅くん」事業を開始。
- 2016年（平成28年）9月5日 - 本社所在地を旧・浦安店所在地（浦安本町）から浦安西町に登記変更。
- 2016年（平成28年）10月31日 - 羽島店を閉店。
- 2019年（令和元年）5月31日 - 高島店・文具館を閉店[7]。
- 2019年（令和元年）7月21日 - 大高店を閉店[3]。

## かつて存在した店舗
岡山市
- 西市店
- 西大寺店 - 岡山市可知3丁目17-53（2008年7月閉店。現・創心会居宅介護支援センター岡山）
- 浦安店 - 岡山市南区浦安本町42-11（2015年2月閉店）
- 高島店・文具館 - 岡山市中区国府市場60-4 （2019年5月閉店。現・イトウゴフク高島店）

倉敷市
- 天城店 - 倉敷市藤戸町天城607－1（2006年閉店。現・アーバンホール藤戸）
- 羽島店 - 倉敷市羽島797-1（2016年10月閉店。現・エステティックサロン ユニバーサルボーテ アマルフィ店）
- 大高店 - 倉敷市沖新町88-7（2019年7月閉店）